# Славута I
Славу́та I (Славу́та-1) — проміжна залізнична станція Південно-Західної залізниці, розташована у місті Славута (2 км) Шепетівського району Хмельницької області на шляху Шепетівка (20 км)—Здолбунів (53 км) між залізничною станцією Цвітоха (на сході) і зупинним пунктом Баранне (на заході).
Києво-Брестську залізницю прокладено через місто Славута в 1872 році. Регулярна експлуатація лінії почалася у серпні 1873 року. 
15 серпня 1873 відкрито рух поїздів по всій залізничній лінії Київ—Берестя довжиною 560 км.
До 1974 року станція мала назву Славута.